# Ruimtelijke mismatch

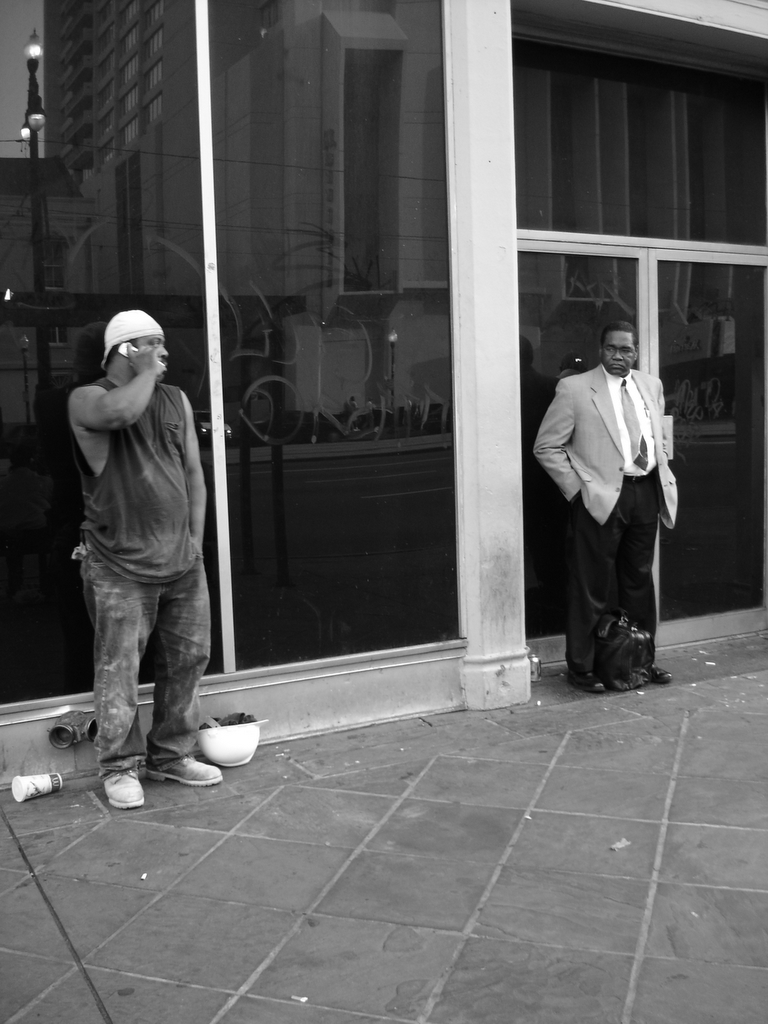
Volgens de ruimtelijke-mismatchtheorie zijn banenkansen voor de lage inkomensklassen gesitueerd op grote afstand van hun woning

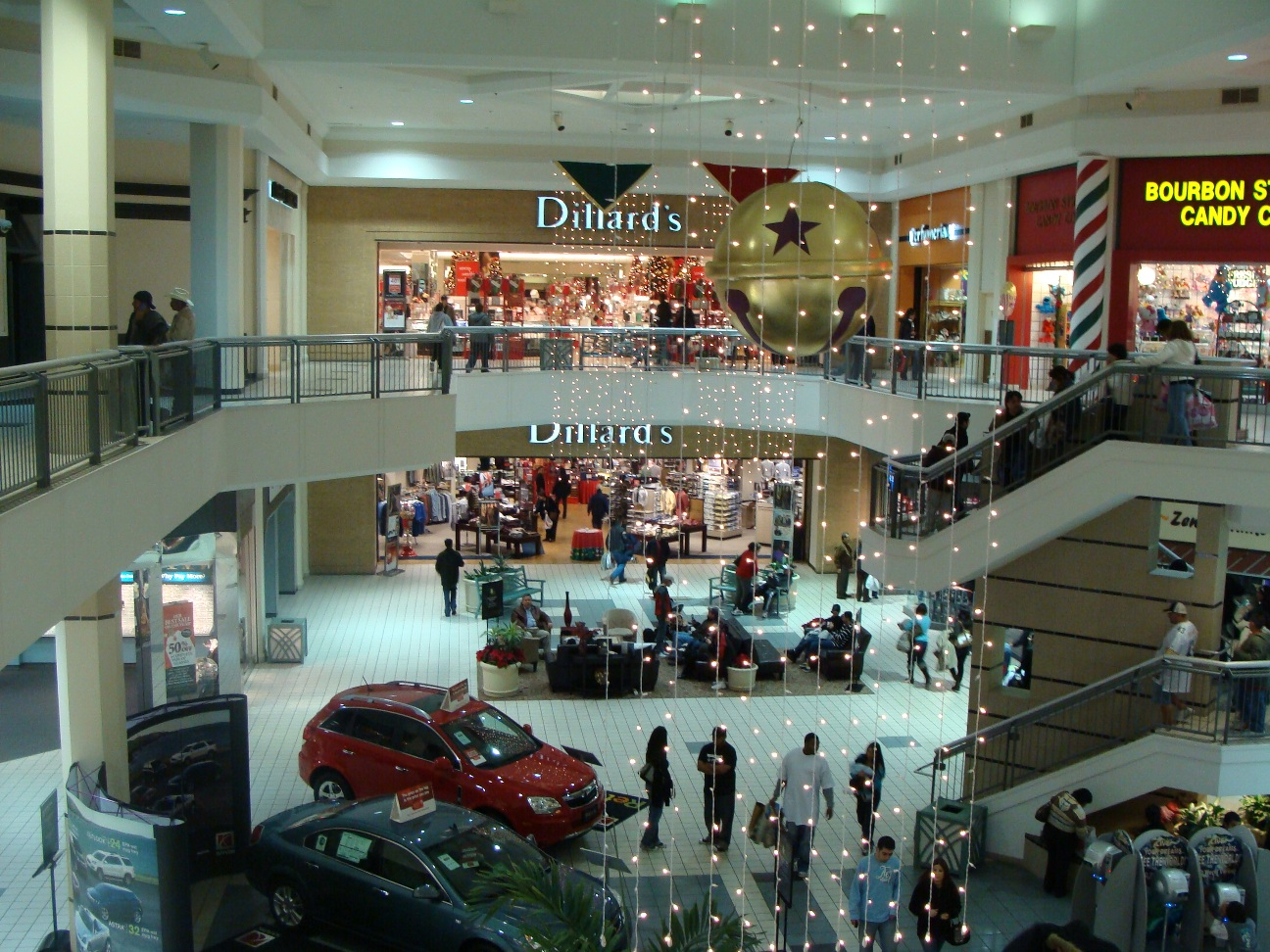
Suburbane winkelcentra veroorzaakten een verplaatsing van werkgelegenheid vanuit de oude binnensteden

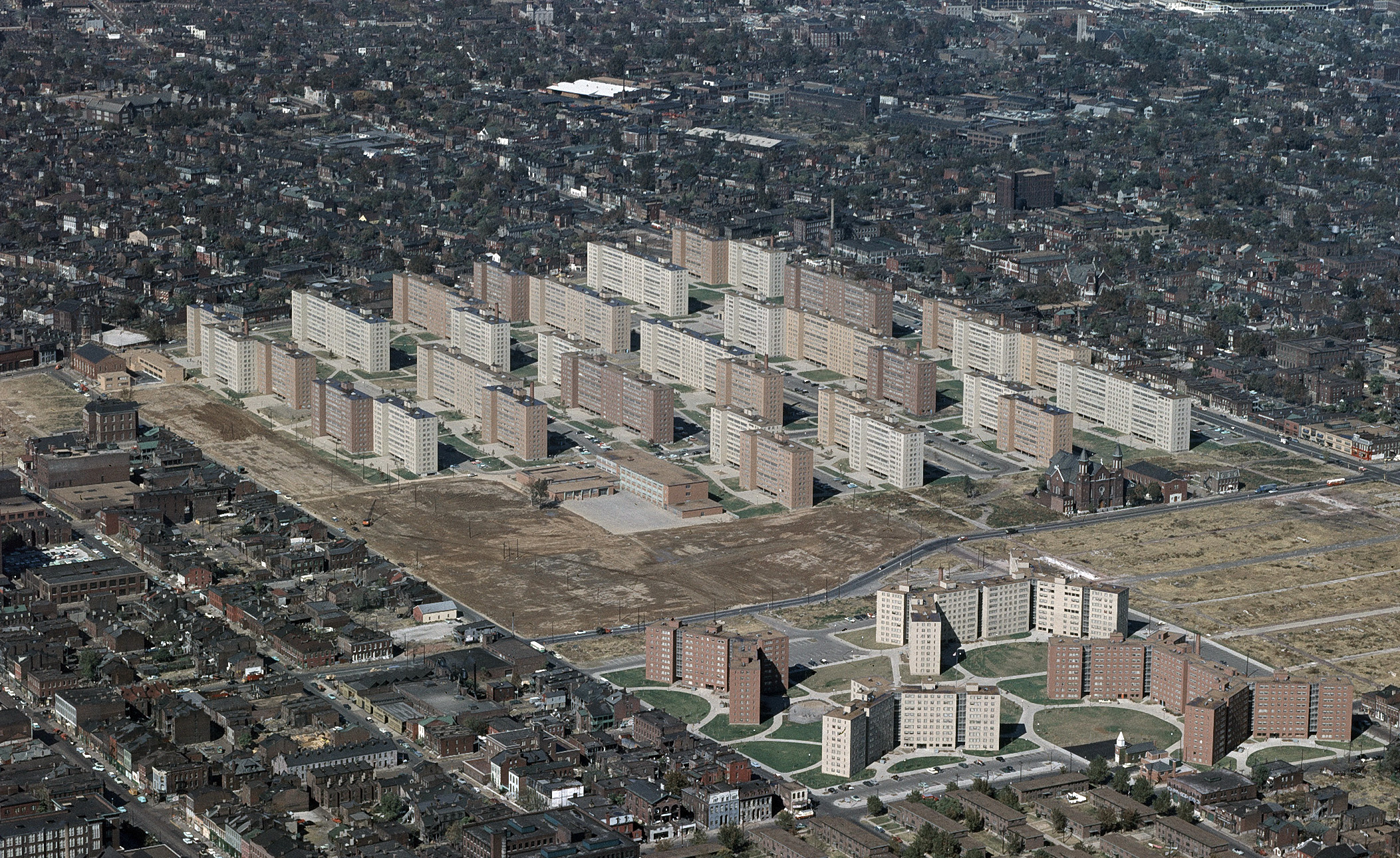
Stadsvernieuwingsprojecten zoals Pruitt–Igoe in Saint Louis concentreerden en scheidden arbeiders van hun omgeving en werk, waardoor er getto’s voor de onderklasse ontstonden

Een ruimtelijke mismatch is de discrepantie tussen de woonlocaties van de lage inkomensgroepen en de voor hen geschikte werkgelegenheid. De aanvankelijke theorieontwikkeling was hoofdzakelijk gericht op het optreden van dit verschijnsel onder Afro-Amerikanen, als gevolg van woonsegregatie, economische herstructurering en de suburbanisatie van werkgelegenheid.
Het verschijnsel ruimtelijke mismatch werd voor het eerst benoemd door John F. Kain in een artikel uit 1968 genaamd Housing Segregation, Negro Employment, and Metropolitan Decentralization (Woonsegregratie, Negroïde werkgelegenheid en metropolitane decentralisatie). Dit artikel vermeldde echter niet specifiek de term ‘ruimtelijke mismatch´, en Kain ontkende de bedenker te zijn van het begrip.
In 1987 was William Julius Wilson een invloedrijk auteur die de rol van economische herstructurering en het vertrek van de zwarte middenklasse in de ontwikkeling van de getto-onderklasse in de Verenigde Staten omschreef.
Na de Tweede Wereldoorlog verhuisden veel welgestelde Amerikanen van de binnensteden naar voorsteden. Gedurende de tweede helft van de 20e eeuw volgden vele warenhuizen deze suburbanisatietendens. De theorie van Kain poneerde dat zwarte arbeiders woonachtig waren in gesegregeerde gebieden die ver verwijderd en slecht verbonden waren met de economische groeicentra. Dit verschijnsel heeft aanzienlijke implicaties voor de bewoners van binnensteden die afhankelijk zijn van laaggeschoolde arbeidsplaatsen. Een grote afstand tot geschikte werkgelegenheid kan resulteren in grotere werkloosheid en toename van armoede in deze gebieden.

## Factoren
In 2007 stelden Laurent Gobillon, Harris Selod en Yves Zenou in hun publicatie The Mechanisms of Spatial Mismatch (De mechanismes van de ruimtelijke mismatch) dat er zeven verschillende factoren bestaan die bijdragen aan het verschijnsel ruimtelijke mismatch. Drie factoren benadrukken de onwil van werkgevers om bij werving en selectie voorbij te gaan aan het negatieve stigma van bewoners van binnenstedelijke gebieden, in het bijzonder minderheden. De overige vier factoren worden toegeschreven aan de mobiliteit en initiatieven van potentiële werknemers, namelijk:
- Kosten van woon-werkverkeer worden voor bewoners van binnenstedelijke gebieden gezien als beletsel om te verschijnen bij sollicitaties en om elke werkdag tijdig aanwezig te zijn op het werk. Dit geldt vooral voor werknemers voor wie autobezit te duur is en derhalve sterk afhankelijk zijn van openbaar vervoer. Dit kan problematisch zijn indien het openbaar vervoer niet betrouwbaar is of afwezig is op bepaalde werklocaties
- Informatietoegankelijkheid over banen vermindert wanneer de afstand tot de werklocaties toeneemt. Mensen die op grote afstand wonen van de grootschalige werklocaties bezitten minder kennis over potentiële banen dan diegenen die dichtbij wonen. Het opbouwen en onderhouden van een sociaal netwerk kan een middel zijn om alsnog geïnformeerd te blijven over banenkansen
- Er lijkt een gebrek aan prikkels te zijn voor potentiële werknemers om te zoeken naar banen die relatief ver weg zijn. Gobillion, Selod en Zenou beweren dat minderheidsgroepen min of meer een uitruil maken tussen kortetermijnverlies en langetermijnvoordelen. Het kortetermijnverlies is het verrichten van verplaatsingen naar verafgelegen werklocaties om te zoeken naar een baan. Het langetermijnvoordeel is het verkrijgen van een stabiele baan en daardoor een hoger arbeidsloon. Minderheden lijken echter de kortetermijnverliezen gemiddeld zwaarder te laten wegen en verkleinen daarmee hun banenkansen in suburbane gebieden
- Ook lijken er voor binnenstedelijke werkzoekenden hoge kosten gepaard te gaan met het zoeken naar een baan in suburbaan gebied. Dit kan verklaard worden door de hogere kosten die een binnenstedelijke werkzoekende moet betalen wanneer zij een arbeidsbureau het zoekgebied wil laten uitbreiden tot het suburbane gebied

## Nederland en Vlaanderen
Het verschijnsel ruimtelijke mismatch is vooral bestudeerd in de Verenigde Staten. Er is onvoldoende onderzoek verricht om te bepalen in hoeverre deze theorie ook van toepassing is op Nederland en Vlaanderen.